# OUR SONG (原田真二の曲)
「OUR SONG」（アワー・ソング）は、1978年11月21日にリリースされた、原田真二6作目のシングル。

## 解説
- 原田は元々作詞もしていたものの、この曲から初めて自作詞を採用、自分の言葉で直接的なメッセージを歌に込めた[1]。
- 作詞・作曲・編曲・プロデュースをこなし、またオーケストラ・アレンジにも初挑戦。アーティスト路線を打ち出した。
- B面の「SOMETHING NEW｣で、英語詞の曲を発表したのも自身初。この後1980年代中盤までのオリジナル・フル・アルバムには、必ず2曲前後の英語のオリジナル曲が収録された。
- 近年のインタビューでは、「自分の曲にハードで力強いメッセージを乗せていきたいという気持ちはありました」「僕の核になっている曲」「どうしても強力なメッセージが込められたロックバラードにしたかった」[1]と説明している。
- この「OUR SONG」のレコーディング風景とインタビューで構成された番組が当時放送された。[要出典]
- シングルリリース後の冬に公開された自身のドキュメンタリー映画には、『OUR SONG and all of you』というタイトルが付けられ、「OUR SONG」は映画のエンディングソングとなっている。
- 1990年代に行ったオールリクエストライブでは最も投票が多かった[2]。

## 収録曲
作曲・編曲：原田真二
1. OUR SONG (4分58秒)
作詞：原田真二
2. SOMETHING NEW (4分40秒) ※English
作詞：Louis Higgins

## 関連アルバム・DVD
ベスト
- 『原田真二 ザ・ベスト』（#1）
- 『GOLDEN☆BEST 原田真二 OUR SONG〜彼の歌は君の歌〜』（#1）

ライブ
- 『Shinji Harada at Budokan '78〜Time Travel〜』（#1）
- 『OUR SONG and all of you (ライヴ・アット・武道館)』（#1）